# Ontwerp slagkruiser klasse 1047
Ontwerp 1047 was een serie plannen voor een klasse Nederlandse slagkruisers voorafgaande aan de Tweede Wereldoorlog. De schepen waren bedoeld om een onderkende bedreiging door het Japanse Keizerrijk van Nederlands-Indië tegen te werken.

## Achtergrond
Vanaf 1931 breidde het Japanse Keizerrijk uit in Oost-Azië. Dit veroorzaakte veel spanningen tussen Japan en de westerse mogendheden, waaronder Nederland. De Nederlandse inlichtingendienst meende dat de Japanse Keizerlijke Marine haar zwaarste schepen, de vliegdekschepen en slagschepen, tegen de Amerikaanse vloot en de Britse Royal Navy zou inzetten. De grootste schepen die tegen Nederlands-Indië zouden worden ingezet zouden dan zware kruisers, lichte kruisers en torpedobootjagers zijn. De 1047-slagkruisers waren bedoeld om samen met enkele nieuwe lichte kruisers tegen deze Japanse vloot op te treden.
Na een speciale bijeenkomst door enkele hoge marineofficieren verenigd in een technische commissie werd het plan geboren om de Koninklijke Marine te versterken met slagkruisers. Deze schepen zouden in theorie Japan dwingen om bij een veroveringspoging een zo groot mogelijk deel van zijn vloot te gebruiken, zodat dit zou leiden tot een duidelijke verzwakking van de Japanse capaciteiten in andere gebieden. De technische commissie meende dat dan de kans bestond dat Japan helemaal van een aanval zou afzien vanwege het militaire risico van verzwakking.
Hierna gaf de Nederlandse regering de marine opdracht tot het ontwerpen van twee tot vier slagkruisers. Omdat men nog nooit zulke schepen ontworpen had, en de enige beschikbare informatie van moderne ontwerpen uit algemene literatuur en Jane's Fighting Ships kwam, wendden de Nederlanders zich tot de Duitsers. De twee partijen kwamen echter niet tot elkaar. Gedurende deze tijd werd een voorlopig plan zonder buitenlandse hulp opgesteld en op 11 juli 1939 afgerond. Dit ontwerp miste echter enkele details en de schepen konden ook niet meteen gebouwd worden.
Duitsland en Nederland kwamen uiteindelijk tot een overeenstemming waarin Duitsland zijn ontwerpen voor slagkruisers aan Nederland ter beschikking zou stellen en Nederland als tegenprestatie alle onderdelen bij Duitse bedrijven zou bestellen. Met hun assistentie (vooral door NV Ingenieurskantoor voor Scheepsbouw) werd in februari 1940 een ruw ontwerp opgesteld. Een bezoek aan Italië leidde op 19 april 1940 tot een nieuwe inwendige opzet. Dit is het laatste bekende ontwerp voor de Duitse aanval op Nederland in 1940.
De uiteindelijke plannen zijn nooit helemaal afgetekend; wel was bepaald dat in Nederlands-Indië twee slagkruisers geplaatst zouden worden en in Nederland zelf zou er één slagkruiser komen.

## Andere plannen
Het slagkruiserplan was niet het enige idee om de Nederlandse marine te versterken. Tussen 1938 en 1940 werden er meerdere plannen en later ook nog varianten op eerdere plannen gepresenteerd door admiraals en ambtenaren. Ook politici en de pers hadden zo hun mening, het bedrijfsleven zag het meeste in slagkruisers.
- Slagschepen: Het eerste idee in 1938 om de marine te versterken en voor de Nederlandse pers de absolute favoriet. Dit idee werd snel afgeschoten.
- Slagkruisers: Het tweede idee, geopperd eind 1938 en voor de technische commissie en het bedrijfsleven de grote favoriet. Dit plan bleef overeind.
- Zware kruisers: Dit type marineschip was populair bij politici en een enkele admiraal, maar plannen ervoor werden niet uitgewerkt.[bron?]
- Lichte kruisers: Populair bij enkele ambtenaren, landmachtmilitairen en politici vanwege de relatief lage kosten van dit type schip.

Naast de hierboven genoemde voorbeelden is ook een enkele keer geopperd om voor Nederlands-Indië een grote onderzeebootvloot te bouwen, dit naar aanleiding van Duitse successen met hun onderzeeboten. Verder werd, toen duidelijk was dat het slagkruiserplan overeind bleef staan, door militairen in Nederlands-Indië erop aangedrongen om een vliegkampschip aan te schaffen. Dit zou Nederlandse schepen een grotere overlevingskans geven als Japan zou aanvallen met slagschepen.